# Kådisbellan
"Kådisbellan" ("El tirachinas de preservativo") es una autobiografía de 1989 escrita por Roland Schütt. La novela es de los años como niño de Schütt en los años 1920. Su madre Zipa vende preservativos, que fue prohibido en los años 1920, y Roland roba los preservativos para hacer globos y "kådisbellor" ("tirachinas de preservativo"). En 1993 una película basada en la novela, dirigida de Åke Sandgren, fue producida.